# Federico Carlo Gravina

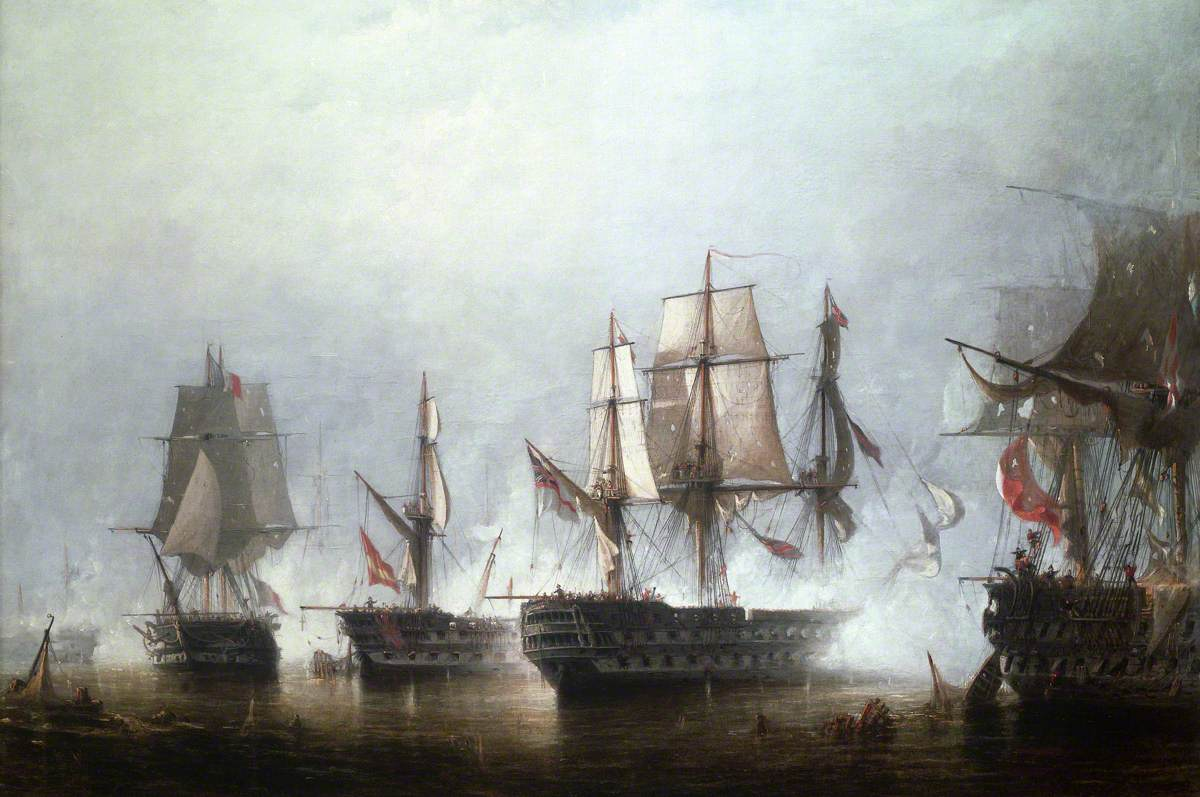
Cuadre Richard Henry Nibbs, la batalla de Trafalgar, ara en el Royal museums Greenwich

Federico Carlo Gravina (Palerm, 1756 – Cadis, 1806) fou un marí sicilià al servei dels Borbó d'Espanya. Comandà els vaixells hispànics de l'esquadra hispanofrancesa derrotada pels britànics a Trafalgar.

## Biografia
Federico va ser el comandant en cap de l'armada espanyola en la batalla de Trafalgar on les va comandar des del vaixell insignia Principe de Asturias. Abans de la batalla l'objectiu era arribar a Cadiz, la majoria dels almiralls francesos van decidir partir ja però Don Federico i alguns altres almiralls es va oposar optant per partir quan la mar estigues en millors condicions. Això no va canviar el pla inicial I els britànics els van agafar per sorpresa.
El seu vaixell contava amb 1141 homes, 112 canons. El vicealmirall era Antonio de Escaño. El vaixell no tenia prou homes per què molts havien mort per la febre groga i la majoria de mariners eren lleves mal entrenades però Federico va lluitar igualment.
Enmig de la batalla Federico va perdre un braç i va rebre ferides molt fortes. Quan l'armada espanyola i françesa estava a punt de colapsar Federico va donar l'ordre de retirada i per sort va aconseguir sortir viu d'alla juntament amb el seu vaixell que va tenir 52 ferits i 110 morts. Despres de la batalla de Trafalgar Federico moriria el nou de maig de 1806 a causa de les ferides patides, amb 49 anys d'edat.